# 北九州市立桃園市民プール
北九州市立桃園市民プール（きたきゅうしゅうしりつももぞのしみんプール）は、福岡県北九州市八幡東区桃園にある公設プール。運営は指定管理者となったスピナに委任されている。
現在の施設は2020年に開業した2代目であり、命名権が導入され、市内に拠点を置く不動産業者「グローバルマーケット」が購入し「グローバルマーケットアクアパーク桃園」と命名された。

## 概要

### 初代施設
桃園球場などと共に桃園公園の敷地内にある。

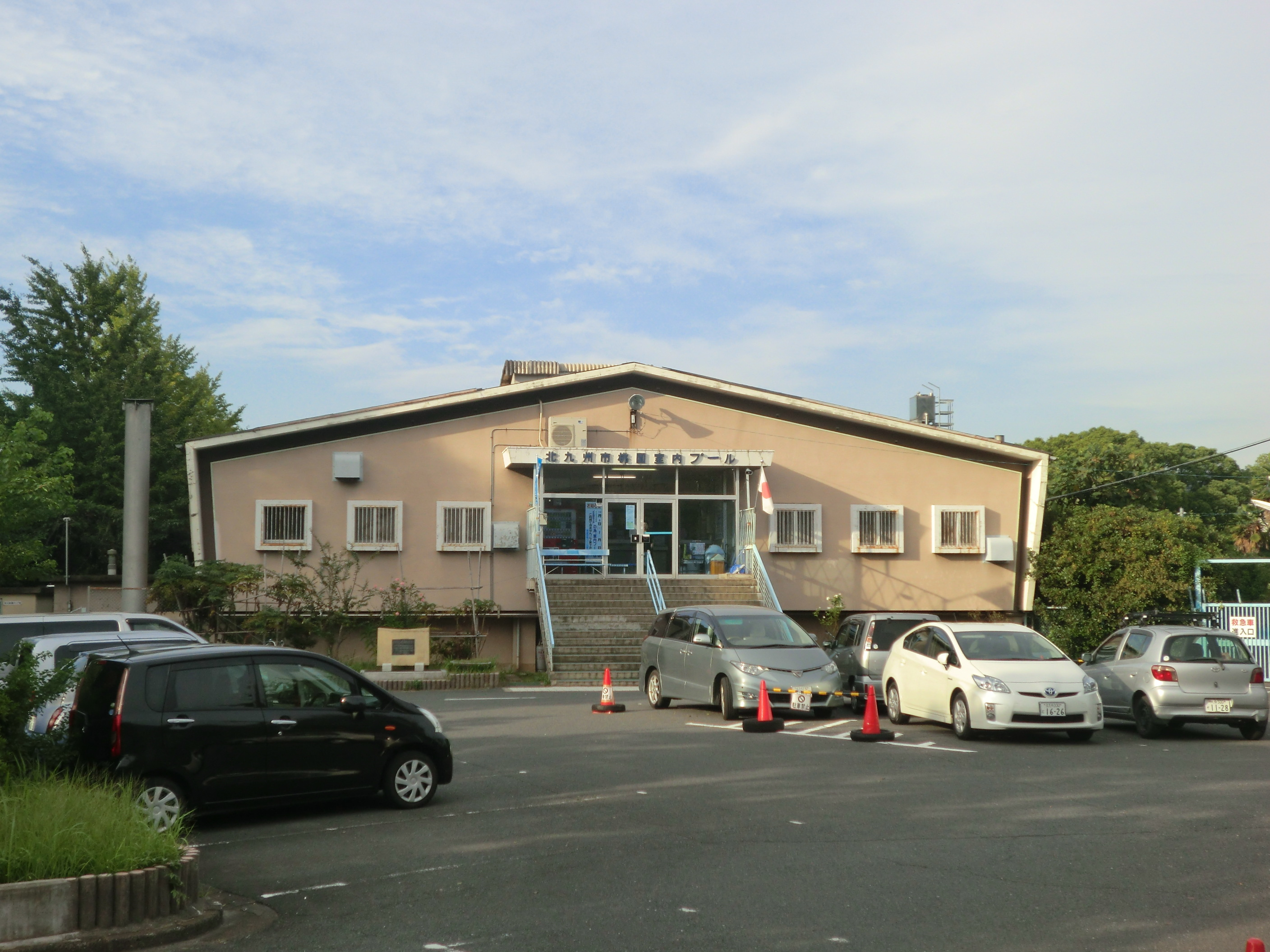
旧室内プールの外観

施設は屋外・室内の両方を備える。屋外は、日本水泳連盟公認コースではないものの長水路・短水路の両方を備えた本格的なもので、かつては大会などで賑わっていたであろうことを偲ばせる階段状の観客席が今も残されている。ほかには幼児用プールもあり、後述の室内で代替できる長水路を除き市内の他の屋外プール同様夏期のみの営業となっている。
それ以外の時期は室内プールを利用することになる。このプールは北九州市内で唯一の公設による日本水連公認長水路プールであり、日本選手権などに出場する資格を得るための公式記録会を開催できる。
しかし建設から半世紀ほどになることから、近年は老朽化が目立っており、その維持管理とともに、存廃そのものの問題が浮上していたところ、2020年夏に開催予定のオリンピック・パラリンピックにおける外国チームのキャンプ地誘致を進める観点から、屋外プールを廃止した上でその跡地に市の中核プールとなる屋内プールを再整備する構想が纏まった。公共施設整理の観点から、近隣の学校プールを廃止し、授業に活用する案も浮上している。

### 2代目施設
上述の経緯から、老朽化した施設の置き換えと共に公共施設の集約化を目的として、50m、25m、幼児用の3つの温水プールを同じフロアに纏めた屋内型施設として建設が進められ、2020年に開業した。
しかし、当初の目的であった2020東京夏季オリンピックの海外キャンプ誘致は、コロナウイルス感染症拡大の影響で結局実現に至らず、また開業当初は感染症対策が強化され入場時の制限が厳しい状況での船出となった。
ただ施設が新しくなったことは地域の水泳関係者にも好意を持たれ、若手選手の強化育成や北九州地区の学生・市民競技会が市内の他のプールから移されている。そのため夏場は勿論のこと、他の季節に於いても競技会等の利用が優先され、一般の利用に制限がかかることがある。
- 50mプール：8レーン、水深最深1.8m。日本水泳連盟競泳競技用公認[2]
- 25mプール：6レーン。日本水泳連盟競泳競技用公認[2]
- こども用プール：水深を2段階に分け小学生用と幼児用に分けて運用

## 北九州市内にあるその他の公設室内プール
全て短水路か、それより短い。新門司はここと同様単独設置で、他は体育館内に設置。
- 新門司温水プール（門司区）
- 若松体育館プール（若松区）
- 折尾スポーツセンタープール（八幡西区）
- 第一警備スポーツセンター戸畑（浅生スポーツセンター）プール（戸畑区）
- 北九州市立思永中学校プール（小倉北区）
学校のプールであり当然授業使用優先だが、勝山公園プール廃止の代替という事情から、一般にも開放されている。そのため学校とは別の一般用入口がある。

なお福岡市には、アクシオン福岡内に飛び込み専用プールも備えた本格的な県立総合プールがあるが、ここは冬場長水路がアイススケートリンクに変えられる。そのため近年では、福岡市立の総合西市民プールが利用されることが多く、2023年開催の世界マスターズ水泳選手権大会ではそこが福岡市の会場として使われる。